# Barbara Olmsted
Barbara Olmsted, född den 17 augusti 1959 i North Bay, Ontario, är en kanadensisk kanotist.
Hon tog OS-brons i K-4 500 meter i samband med de olympiska kanottävlingarna 1984 i Los Angeles.